# Římskokatolická farnost Žďár nad Sázavou-II
Římskokatolická farnost Žďár nad Sázavou-II je územním společenstvím římských katolíků v rámci žďárského děkanství brněnské diecéze s bazilikou Nanebevzetí Panny Marie a svatého Mikuláše jako farním kostelem.

## Duchovní správci
Farářem byl od 1. prosince 2002 R. D. Vladimír Záleský. Od 1. srpna 2023 je farářem R. D. Marek Husák.

## Bohoslužby
| Kostel                                              | Místo            | Bohoslužba (den)            | Hodina     | Poznámka        |
| --------------------------------------------------- | ---------------- | --------------------------- | ---------- | --------------- |
| bazilika Nanebevzetí Panny Marie a svatého Mikuláše | Žďár nad Sázavou | neděle pondělí středa pátek | 9.00 17.15 | farní kostel    |
| svatého Jana Nepomuckého                            | Žďár nad Sázavou | sobota                      | 16.30      | filiální kostel |

## Aktivity ve farnosti
Dnem vzájemných modliteb farností za bohoslovce a bohoslovců za farnosti brněnské diecéze je 7. březen. Adorační den připadá na 14. září.
Ve farnosti se pravidelně koná tříkrálová sbírka. V roce 2016 se při sbírce vybralo na území celého Žďáru 152 440 korun. 
Společně s druhou žďárskou farností vydává dvakrát ročně společný farní zpravodaj.

### Převzetí kostela svatého Jana Nepomuckého
V červnu 2013 podalo brněnské biskupství výzvu o vydání poutního kostela sv. Jana Nepomuckého na Zelené hoře ve Žďáru nad Sázavou. O rok později, 25. června 2014, Národní památkový ústav (NPÚ) informoval, že nic nebrání uzavření dohody o vydání areálu kostela farnosti Žďár nad Sázavou-II. Farnosti byl později poutní areál na Zelené hoře skutečně vydán. V poutním kostele sv. Jana Nepomuckého byly záhy obnoveny pravidelné bohoslužby (jednou týdně, v sobotu odpoledne s platností z následující neděle) a začaly zde být pořádány i jiné duchovní aktivity, např. pravidelná tzv. Nikodémova noc, kdy v kostele probíhá adorace Nejsvětější Svátosti a je k dispozici kněz k duchovním rozhovorům, nebo ke zpovědi.

## Primice
- Dne 5. července 1981 Miloslav Kabrda
- Dne 12. června 2005 R. D. Mgr. Libor Buček.
- Dne 26. června 2005 R. D. Mgr. Pavel Lacina. [4]